# Mokgenene
Mokgenene is een dorp in het district Central in Botswana. De plaats telt 835 inwoners (2011).